# Hooven (Ohio)
Hooven es un lugar designado por el censo ubicado en el condado de Hamilton en el estado estadounidense de Ohio. En el censo de 2010 tenía una población de 534 habitantes y una densidad poblacional de 77,98 personas por km².

## Geografía
Hooven se encuentra ubicado en las coordenadas 39°10′54″N 84°46′7″O / 39.18167, -84.76861. Según la Oficina del Censo de los Estados Unidos, Hooven tiene una superficie total de 6.85 km², de la cual 6.65 km² corresponden a tierra firme y (2.95%) 0.2 km² es agua.

## Demografía
Según el censo de 2010, había 534 personas residiendo en Hooven. La densidad de población era de 77,98 hab./km². De los 534 habitantes, Hooven estaba compuesto por el 92.7% blancos, el 1.12% eran afroamericanos, el 1.87% eran amerindios, el 0% eran asiáticos, el 0% eran isleños del Pacífico, el 1.87% eran de otras razas y el 2.43% pertenecían a dos o más razas. Del total de la población el 5.24% eran hispanos o latinos de cualquier raza.